# Steve Cowper
Stephen Cambreleng Cowper, detto Steve (Petersburg, 21 agosto 1938), è un politico statunitense.
È stato il governatore dell'Alaska dal dicembre 1986 al dicembre 1990. Rappresentante del Partito Democratico, si è quasi totalmente ritirato dalla scena politica negli anni '90.